# الجامعة الكاثوليكية نويسترا سينيورا دي لا أسونسيون
الجامعة الكاثوليكية "نويسترا سينيورا دي لا أسونسيون" (بالإسبانية: Universidad Católica "Nuestra Señora de la Asunción")، والمعروفة أيضًا باسم الجامعة الكاثوليكية في أسونسيون أو اختصارًا UCA، هي جامعة بابوية ذات طابع كاثوليكي في باراغواي. تُعد من أقدم الجامعات في البلاد، ومن أبرز المؤسسات التعليمية المرموقة في باراغواي وأمريكا اللاتينية.

## التاريخ
تعود فكرة إنشاء الجامعة الكاثوليكية "نويسترا سينيورا دي لا أسونسيون" إلى مؤتمر الأساقفة في باراغواي، وقد جرى اعتماد المشروع رسميًا من قبل الكرسي الرسولي والبابا يوحنا الثالث والعشرون في أواخر خمسينيات القرن العشرين، بوصفها مؤسسة للتعليم العالي.
في سبتمبر 1959، أعاد مؤتمر الأساقفة تأكيد حقه في إنشاء الجامعات، وهو حق أقره دستور باراغواي الوطني لعام 1940. وتم توقيع مرسوم تأسيس الجامعة في 13 فبراير 1960. لاحقًا، أصدرت السلطة التنفيذية في الحكومة الباراغويانية المرسوم رقم 9350 للاعتراف بالجامعة، وتبع ذلك صدور القانون رقم 663 من مجلس النواب. وقد تبع هذا الاعتراف القانوني قرار الوزارة رقم 284 بتاريخ 19 يوليو 1961، الذي نظّم العلاقة بين وزارة التعليم والثقافة والجامعة الكاثوليكية "نويسترا سينيورا دي لا أسونسيون". 